# Onostemma imitans
Onostemma imitans is een hooiwagen uit de familie Sclerosomatidae.